# ماساکازو هیگوچی
ماساکازو هیگوچی (ژاپنی: 坂口尚؛ ۱۸ نوامبر ۱۹۴۶) یک کارگردان، اَنیماتور و کارتونیست اهل ژاپن است.
از فیلم‌ها یا مجموعه‌های تلویزیونی که وی در آن‌ها نقش داشته‌است می‌توان به مشاهیر بزرگ جهان، مومین، بلفی و لی‌لی‌بیت، سارا کرو و ماجراهای هاکلبری فین اشاره نمود.